# Тиррен
Тиррен (Тирсен, др.-греч. Τυρρηνός, Τυρσηνός) — персонаж античной мифологии, эпоним тирренов. По разным версиям, либо сын Атиса и Каллитеи; либо сын Геракла и Омфалы, либо их потомок, либо сын Телефа и Гиеры.
С детства отличался великим разумом, родился седым. Когда в Лидии был голод и недород, отец отправил его с большей частью людей за море. Тиррен основал 12 городов, назначив их устроителем Тархона, и назвал страну Тирренией. По Геродоту, голод длился 18 лет, был основан город. Тиррен первым изобрёл трубу, разубедив местных жителей, что его спутники — людоеды. Первый изобрёл сальпингу (древнегреческий духовой музыкальный инструмент). Отец Гегелея/Агелая. Погиб в море, которое было названо Тирренским, отец Туска. В надписи из Лидии II века н. э. упоминается «мать Тарсена».